# 鹿角球虫
鹿角球虫（学名：Elaphococcus cervicornis）为星球虫科鹿角球虫属的动物。分布于地中海、大西洋、印度洋、太平洋以及西沙群岛等。